# Аморебієта-Ечано
Аморебієта-Ечано, Амореб'єта-Ечано, Сорноца (ісп. Amorebieta-Echano, баск. Zornotza, офіційна назва Amorebieta-Etxano) — муніципалітет в Іспанії, у складі автономної спільноти Країна Басків, у провінції Біская. Населення — 17 842 особи (2009).
Муніципалітет розташований на відстані близько 320 км на північ від Мадрида, 16 км на схід від Більбао.
На території муніципалітету розташовані такі населені пункти: (дані про населення за 2009 рік)
- Альданас: 87 осіб
- Аморебієта: 16151 особа
- Астепе: 257 осіб
- Ауцагане: 139 осіб
- Бернагойтія: 103 особи
- Бороа: 185 осіб
- Ечано: 213 осіб
- Еуба: 516 осіб
- Оробіос: 43 особи
- Сан-Мігель: 148 осіб

## Демографія
Динаміка населення (INE ):

## Галерея зображень

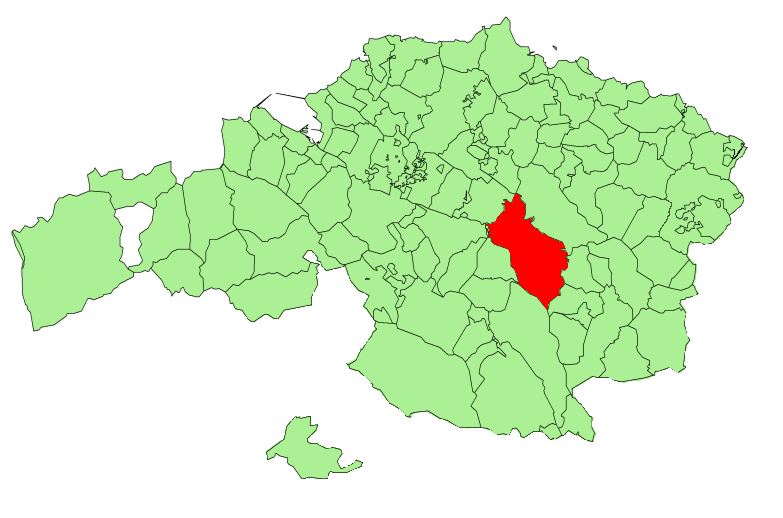
Розташування муніципалітету
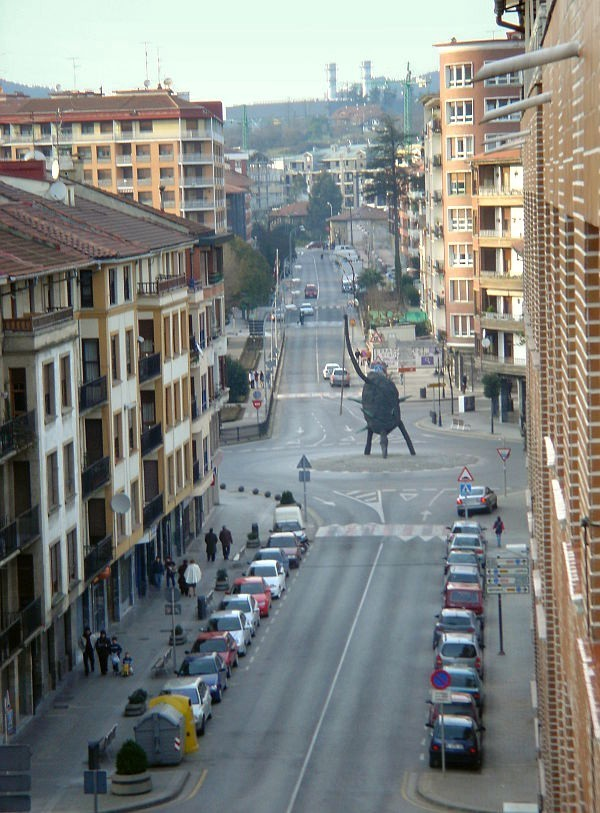
Аморебієта
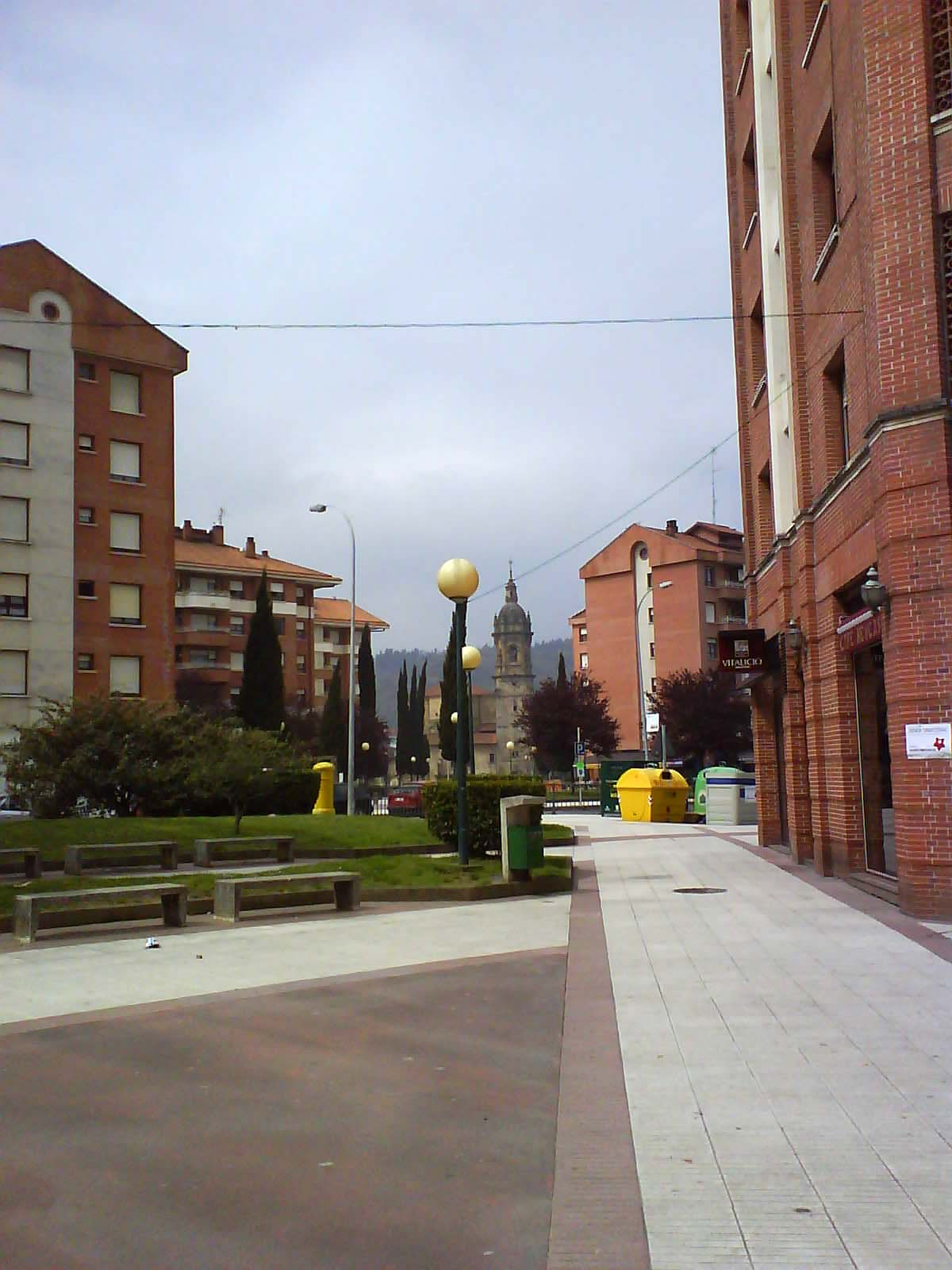
Вулиця Аморебієти